# Права ЛГБТ в Словении
Гомосексуальные (мужские) отношения в Словении легальны с 1977 года (лесбиянство никогда не было вне закона), в том же году был принят единый возраст сексуального согласия — 14 лет. Словения является первой страной в Центральной Европе, первой страной в посткоммунистической Европе и первой славянской страной, которая легализировала однополые браки.
В 1998 году дискриминация по признаку сексуальной ориентации в сфере труда была запрещена. Дискриминация по признаку сексуальной ориентации также запрещена в образовании, жилье, предоставлении товаров и услуг. Словения имеет одно из самых широкомасштабных антидискриминационных законодательств в Европейском союзе. В июле 2009 года Конституционный суд Словении постановил, что статья 14 (1) Конституции Словении запрещает дискриминацию на основе сексуальной ориентации.
Зарегистрированные партнерства для однополых пар стали юридическими с 23 июля 2006 года. 3 марта 2015 года парламент Словении принял закон о легализации однополых браков, в пользу законопроекта проголосовали 51 депутатов, в то время как 28 были против него.